# ミヌーシュ・バレリ
ミヌーシュ・バレリ（Minouche Barelli、1947年12月13日 - 2004年2月20日）は、マリー＝ピエール・バレリとして生まれたフランスの歌手で、ユーロビジョン・ソング・コンテスト1967への出場で世界的に最もよく知られている。
バレリは、歌手のリュシエンヌ・ドリールとジャズ・ミュージシャンのエメ・バレリの娘としてパリで生まれた。
1966年6月23日から25日にかけて、バレリはアンティーブで開催されたローズ・ド・フランス・ソング・フェスティバル（別名ローズ・ドール音楽祭）に参加。彼女は、リリースされたばかりのEPから「Goualante 67」を披露した。バレリは30人の参加者の一人であり、優勝は逃した。その時の優勝は、ジャクリーヌ・デュラック。2位は、1968年のユーロビジョンでモナコ代表を務めたライン・アンド・ウィリーだった。
1967年、彼女はウィーンで開催されたユーロビジョン・ソング・コンテストに、セルジュ・ゲンズブール作曲の「Boum-Badaboum」でモナコ代表として出場した。この曲は彼女の父が指揮を執った。バレリは、モナコ在住またはモナコ国籍を持つという参加基準に準じた唯一のアーティストとしてユーロビジョンのモナコ代表となったが、モナコ国籍は出場から35年後に取得した。この曲は17組の出場者中5位に終わった。
1980年、バレリは「Viens dans ma farandole」でユーロビジョンのフランス代表選考に参加したが、準決勝2回目で6位に終わった。
長年、モンマルトル・ラジオのアナウンサーを務めてきたバレリは、2002年にモナコ国籍を取得したものの、2004年2月20日にその地にて56歳で亡くなった。